# Maidford
Maidford è un villaggio e parrocchia civile dell'Inghilterra, appartenente alla contea del Northamptonshire.